# Поток Крабовидной туманности
Поток Крабовидной туманности — несистемная единица яркости рентгеновских объектов. Милликраб соответствует плотности потока энергии около 2,4⋅10−11 эрг·с−1·см−2 (2,4⋅10−14 Вт·м−2) в рентгеновском диапазоне 2-10 кэВ для «крабоподобного» энергетического спектра со степенной энергетической зависимостью I(E) = 10 E −1,05. Получила название от одного из ярчайших объектов на рентгеновском небе — Крабовидной туманности. Широко используется в рентгеновской астрономии благодаря тому, что является ярким источником с простым энергетическим спектром и практически постоянным потоком. До недавнего времени считалось, что источник может служить своеобразной «стандартной свечой» в рентгеновском диапазоне. В 2011 году было обнаружено, что полный поток Крабовидной туманности может варьироваться на несколько процентов.
Чувствительность телескопа АРТ-П за типичное время экспозиции 8 часов составляла примерно 1 мКраб (0,001 доли от потока Крабовидной туманности — известного стандарта рентгеновской астрономии).